# Qwen
A Qwen (más néven Tongyi Qianwen, kínai írásjegyekkel: 通义千问) az Alibaba Cloud által kifejlesztett nagy nyelvi modellek családja. 2024 júliusában egyes benchmarkokban a legjobb kínai nyelvi modellként szerepelt, globálisan pedig a harmadik helyen állt az Anthropic és az OpenAI csúcsmodelljei mögött.

## Modellek
Az Alibaba először 2023 áprilisában indította el a Qwen béta változatát Tongyi Qianwen néven. A modell a Meta AI által kifejlesztett LLM Llama modellen alapult, különböző módosításokkal. 2023 szeptemberében adták ki nyilvánosan, miután megkapta a kínai kormány jóváhagyását. 2023 decemberében nyílt forráskódúvá tette a 72B és az 1,8B modelljét, míg a Qwen 7B-t augusztusban nyílt forráskódúvá tette.
2024 júniusában az Alibaba elindította a Qwen 2-t. Szeptemberben egyes modelljeit nyílt forráskódúként adta ki, miközben a legfejlettebb modelljeit saját tulajdonban tartotta. A Qwen 2 szakértők keverékét alkalmazza.
2024 novemberében az Apache 2.0 licenc alatt kiadták a QwQ-32B-Preview-t, az OpenAI o1-hez hasonló érvelésre összpontosító modellt, bár csak a súlyokat adták ki, az adatkészletet vagy a képzési módszert nem. A QwQ 32 000 token hosszúságú kontextussal rendelkezik, és egyes benchmarkokon jobban teljesít, mint az o1.
A Qwen-Vl sorozat a vizuális nyelvi modellek sorozata, amely egy látástranszformátort kombinál egy LLM-mel. Az Alibaba kiadta a Qwen-VL2-t 2 milliárd és 7 milliárd paraméteres változatokkal. A Qwen-vl-max az Alibaba zászlóshajója 2024-től a látásmodell, amelyet az Alibaba Cloud árul, ezer bemeneti tokenenként 0,00041 USD áron.
Az Alibaba több más modelltípust is kiadott, mint például a Qwen-Audio és a Qwen2-Math. Összesen több mint 100 modellt adott ki nyílt forráskódúként, modelljeit több mint 40 milliószor töltötték le. A Qwen finomhangolt változatait fejlesztették ki rajongók, mint például a San Francisco-i Abacus AI által kifejlesztett „Liberated Qwen”, amely egy olyan változat, amely tartalmi korlátozások nélkül válaszol bármilyen felhasználói kérésre.
2025 januárjában az Alibaba piacra dobta a Qwen 2.5-Max-ot, az eddigi legújabb és legerősebb modelljét. Az Alibaba blogbejegyzése szerint a Qwen 2.5-Max a legfontosabb benchmarkokban felülmúlja más alapmodelleket, például a GPT-4o, a DeepSeek-V3 és a Llama-3.1-405B.